# ليونورا مور
ليونورا مور (بالإنجليزية: Leonora Moore)‏ هي منتجة أفلام وكاتبة سيناريو وملحنة ومخرجة وممثلة بريطانية، ولدت في 18 مايو 1987 في المملكة المتحدة.

## وصلات خارجية
- ليونورا مور على موقع IMDb (الإنجليزية)
- ليونورا مور على موقع أول موفي (الإنجليزية)
- ليونورا مور على موقع كينوبويسك (الروسية)